# Thyrateles procax
Thyrateles procax är en stekelart som först beskrevs av Cresson 1877.  Thyrateles procax ingår i släktet Thyrateles och familjen brokparasitsteklar. Inga underarter finns listade i Catalogue of Life.